# José Guardiola Picó
José Guardiola Picó (Alicante, 1836- Alicante, 1909) fue un arquitecto español, tío del también arquitecto Francisco Fajardo Guardiola. Su obra es de gran importancia en el desarrollo urbanístico de la ciudad de Alicante, siendo considerado como el artífice de su urbanización a finales del siglo XIX.

## Biografía
Fue arquitecto de la Real Academia de Bellas Artes de San Fernando y académico corresponsal de la misma. Además, fue arquitecto de la diócesis de Orihuela y arquitecto municipal de Alicante durante cerca de cuarenta años, aunque con interrupciones.
A finales del siglo XIX diseñó el barrio de Benalúa, donde tiene dedicada una calle. La construcción del barrio fue llevada a cabo por la Sociedad Los Diez Amigos, a la que pertenecía. Fue un impulsor de obras necesarias en la ciudad de Alicante para su adecuación a la modernidad higienista.
El legado de sus obras se puede contemplar en muchos puntos de la ciudad de Alicante, desde el Paseo de los Mártires de la Libertad (actual Explanada de España), el Puerto, la plaza Nueva, la Plaza de Toros o el pedestal del monumento a Eleuterio Maisonnave. Es autor de diversos libros de su especialidad, parte de ellos formados de artículos breves publicados en la prensa local.

## Actividad en Masonería
Fue masón. Se inició en Masonería en la Logia Alona de Alicante, tomando como nombre simbólico Herrera. Alcanzó el Grado 18º.

## Obras
- Diseño del barrio de Benalúa, Alicante, finales del siglo XIX.
- Casa Alberola, Alicante, 1891.
- Casino de Torrevieja, Torrevieja, 1896.

## Obras literarias
- Memoria higiénica de Alicante (1894) en colaboración con Esteban Sánchez Santana
- Reforma en Alicante para el siglo XX (1895)
- Cuestionario propuesto por el Excmo. Señor Ministro de la Gobernación (1895)
- Alicante en el siglo venidero (1897)